# Batalla de Las Queseras del Medio
La Batalla de Las Queseras del Medio o Combate de la Mata del Herradero fue una destacada acción militar llevada a cabo el 2 de abril de 1819 en el actual estado Apure de Venezuela en la cual la historiografía venezolana dice que el prócer de su independencia, José Antonio Páez acompañado de 153 lanceros gana la batalla contra 1.200 jinetes de caballería de las fuerzas españolas siendo la más famosa batalla comandada por Páez y en donde se dicta la famosa frase: "¡Vuelvan caras!" (táctica de contraataque de caballería que simulaba una huida, común en ambos bandos). 
Los autores españoles describen el combate de la Mata del Herradero como una victoria realista.  En este enfrentamiento, Páez, al mando de seis escuadrones (entre 500 y 700 jinetes de su Guardia de Honor) cruzó el río y atacó la caballería realista al mando de Narciso López, la cual fue arrollada. Sin embargo, la intervención oportuna de Morillo con numerosos jinetes de refuerzo revirtió la situación y provocó la retirada de la caballería insurgente. La mayoría de los jinetes de Páez resultaron perdidos en la acción, y los sobrevivientes fueron perseguidos por espacio de dos leguas antes de lograr escapar bajo la cobertura de la noche.

## Antecedentes
Para principios de 1819 los sediciosos se habían adueñado del oriente venezolano, Guayana, y disputaban las líneas del río Orinoco. Bolívar había designado como capital provisional de la República a la ciudad de Angostura (hoy Ciudad Bolívar) y allí fundó y funcionó un Consejo de Gobierno, un Consejo de Estado, diversos Tribunales con una Alta Corte de Justicia, un Tribunal de Comercio
El Correo del Orinoco. Estableció relaciones con diversos países, convocó un Congreso para lo cual llamó al pueblo a elecciones, quedando establecido el 8 de febrero de 1819; con representaciones de las provincias capturadas en parte: Barinas, Barcelona, Caracas. Guayana y Margarita, así como las de Casanare y otras de Nueva Granada. El Congreso de Angostura aprobó una nueva Constitución en la que se establecía una República Central. 
Bolívar fue elegido para la Presidencia, pero posteriormente dejó encargado de la misma al Vicepresidente, Francisco Antonio Zea, para ocuparse él de la campaña militar.

## Eventos

### Movimientos previos
Bolívar se prepara para una nueva campaña tras el fracaso del año 1818 en Caracas. Mientras, el general realista Pablo Morillo, se apresta a buscar a los ejércitos sediciosos en los afluentes del Orinoco. A tal efecto reúne un ejército compuesto por 8.500 soldados, perfectamente equipados y preparados, 6 piezas de artillería y todo el material de guerra necesario. A fines de enero de 1819, cruza el río Apure en busca de las fuerzas republicanas, integradas por 2.000 infantes, mal equipados, y un número semejante de caballería, a las que se habían integrado los jinetes llaneros del general José Antonio Páez.
Luego de muchas marchas y contramarchas, hostigado continuamente por la caballería de Páez, Morillo estableció su cuartel general en Achaguas, y hasta allí fue a buscarlo Bolívar, al frente de sus legiones.
El ejército realista se adelanta a su encuentro y se sitúa en posiciones privilegiadas. Los sediciosos retroceden en busca de campo adecuado a las maniobras de su caballería, que prevalece a la excelente infantería del ejército español. Atraviesan el río Arauca y acampan en su margen derecha. Morillo los sigue, y al despuntar la aurora del 3 de abril de 1819, aparece a la orilla izquierda del río, en el campo de "Las Queseras".

### El cruce del río Arauca
Ambos ejércitos, frente a frente, únicamente separados por el Arauca, se aprestan para la batalla. Para iniciarla se hace necesario cruzar el río, pero la prudencia aconseja a los dos bandos no dar este primer paso. La espera impacienta a Bolívar, y dispone que Páez escoja 150 de sus mejores jinetes y haga un reconocimiento del enemigo. 
Páez y sus llaneros atraviesan el río a dos millas de distancia y se arrojan resueltamente contra el centro de la línea española. Los realistas quedan sorprendidos ante la audacia de aquel puñado de sediciosos, que van hacia una muerte segura. Disparan las baterías y los fusiles realistas, rechazando aquella primera embestida. Morillo pensó que aquello era una treta de Bolívar. Para desbaratarla, y sin dejar de vigilar atentamente al ejército republicano, mueve su ejército: dos batallones ocupan la orilla del río para impedir que Páez vuelva a los suyos; la quinta división describe una curva rodeando a los llaneros por la izquierda. Páez y sus lanceros siguen atacando por el centro; luego a un flanco y a otro; provocan la caballería española, y tratan de escapar del círculo de fuego del que están rodeados.

### "¡Vuelvan caras!"
Paez, a la cabeza de 150 lanceros, rompe las filas realistas y por la brecha salen veloces los sediciosos, que se fingen derrotados. Morillo ordena a lanceros, húsares, dragones y carabineros, 1.200 jinetes (toda su caballería) al mando del teniente coronel Narciso López, que carguen contra los atacantes y los destruyan.
Las fuerzas de Páez, divididas en siete grupos que cabalgan en líneas paralelas, corren velozmente, primero, y luego a media brida. Vuelven a reunirse en un solo pelotón. Los soldados de Morillo, enardecidos, se apartan cada vez más del resto del ejército. La distancia que separa a los perseguidores de los perseguidos es ya de escasos metros. Han recorrido dos millas. De pronto, Páez levanta la lanza y se oye su famoso grito: "¡vuelvan caras!" 
Los llaneros revuelven sus caballos, hacen frente a enemigo y se lanzan contra éstos a todo galope. Rueda por tierra la primera fila de la caballería española; la segunda vacila, pero es acuchillada también por los patriotas; la tercera corre el mismo destino, y el centro, imposibilitado de maniobrar por los caballos de las filas destrozadas, se repliega en desorden ante el empuje de los contraatacantes, y al revolverse con precipitación, atropellan a los que vienen detrás, contra los cuales pelean, creando una confusión tal, que impide maniobrar con acierto a tan formidable caballería que, sin tino, huye a la desbandada en un galopar sin freno, en busca del amparo de su infantería. Por su parte Paez en un ataque de rabia se baja del caballo y corre en dirección contra un jinete que viene en su caballo, golpeando y empujando al caballo en el pecho con las dos manos, quedando el animal en dos patas, para luego caer al piso. En otra se cuenta que con un brazo golpeó a otro caballo en una de las patas con el brazo, quedando el animal en el piso y un fuerte dolor en el brazo del Paez.
Morillo comprende que aquella estampida de jinetes realistas que retrocede, arrollará y destrozará su propio ejército, y ordena que se dispare contra ella, colaborando así a la destrucción que vienen realizando los llaneros. Ante la imposibilidad de contener aquella oleada, el ejército español se mueve precipitadamente hacia un bosque cercano, donde su espesura y la caída de la noche favorecen la retirada. Allí se guareció también la caballería perseguida, no sin que antes los llaneros dieran buena cuenta de ellos hasta llegar al pie de bosque.

## Reconocimiento
Bolívar felicitó a Páez y a sus hombres: 

A los Bravos del Ejército de Apure.
"¡Soldados!: Acabáis de ejecutar la proeza mas extraordinaria que puede celebrar la historia militar de las naciones. Ciento y cincuenta hombres, mejor diré ciento y cincuenta Héroes, guiados por el impertérrito General Páez, de propósito deliberado han atacado de frente a todo el ejército español de Morillo. Artillería, infantería, caballería, nada ha bastado al enemigo para defenderse de los ciento y cincuenta compañeros del intrepidísimo Páez. Las columnas de caballería han sucumbido al golpe de nuestras lanzas; la infantería ha buscado asilo en el bosque;los fuegos de su cañones han cesado delante de los pechos de nuestros caballos. Solo las tinieblas habrían preservado a ese ejercito de viles tiranos a una completa y absoluta destrucción.
¡Soldados!: Lo que se ha hecho no es más que un preludio de lo que podéis hacer. preparaos al combate, y contad con la victoria que lleváis en las puntas de vuestras lanzas y vuestras bayonetas.
  Cuartel general en los Potreritos Marrereños, a 3 de abril de 1819.
BOLÍVAR"

## Consecuencias
Varias fuentes históricas apuntan a una victoria militar de José Antonio Páez en la batalla de las Queseras del Medio. La posición entre los historiadores venezolanos es casi unánime y apunta a que la maniobra militar del Páez le otorgó títulos como el de: "La Primera Lanza de los Llanos". En tal sentido, Bolívar condecoró  a Páez y sus valientes llaneros con la Orden de los Libertadores.
Según los autores españoles, desalojado los jinetes de Páez, el ejército realista encabezado por el regimiento Valencey cruzó el río y alcanzó la localidad de Cunaviche en la otra orilla del Arauca.